# 814

## Догађаји
- 28. јануар — Карло Велики умире од плеуритиса у Ахену, после скоро 14 година владавине као први римски цар франачког порекла (претеча Светог римског цара). Балзамован је и сахрањен у Ахенској катедрали. Наслеђује га син Луј I Побожни, као франачки краљ.

- 13. април – Византијско-бугарски ратови: Током зиме Крум, владар (кан) Бугарског царства, окупио је огромну војску (укључујући Словене и Аваре) за кампању против Византијског царства. Али пре него што је кренуо у велики напад на Цариград, умире од можданог удара. Крума наслеђује његов син Омуртаг.
- Луј I се успоставља на царском двору у Ахену. Поставља Бенедикта од Анијане за свог главног саветника за верска питања и поставља га за опата опатије Корнелиминстер, коју је он основао.
- Шинсен Шоџироку, генеалогија древних јапанских племићких породица, завршена је током владавине цара Саге.
- Византијско иконоборство: Избија сукоб између цара Лава V и патријарха Нићифора око иконоборства. Због чврстог става патријарха Нићифора око поштовања икона цар Лав V га јеекскомуницирао.

## Смрти
- 28. јануар — Карло Велики, франачки краљ и цар (р. 742)
- Платон Студит
- Крум